# Friedrich Bleich
Friedrich Bleich (* 2. November 1878 in Wien, Österreich-Ungarn; † 17. Februar 1950 in New York City) war ein österreichisch-US-amerikanischer Bauingenieur.

## Leben und Wirken
Bleich studierte Bauingenieurwesen an der Technischen Hochschule Wien. Nach dem Diplom, 1902, arbeitete er in der Brückenbau-Firma Prag-Bubno sowie bei Waagner-Biro in Wien. 1910 gründete er sein eigenes Ingenieurbüro und begann gleichzeitig eine intensive Veröffentlichungstätigkeit. 1914 bis 1916 lehrte er Brückenbau an der TH Wien und wurde dort 1917 bei Friedrich Hartmann und Anton Zschetzsche (1856–1922) promoviert. Nach dem Anschluss Österreichs 1938 floh er über Zürich 1941 in die USA. Dort war er im Architektur- und Ingenieurbüro Albert Kahn in Detroit und danach am US Institute for Steelwork beschäftigt. Ab 1947 war er im Ingenieurbüro Frankland & Lienhard in New York City.
Er untersuchte in den USA den Einsturz der Tacoma Narrows Bridge. Für die US Navy forschte er über Beulen und andere Deformationen bei Stahlkonstruktionen für Schiffe.
Er war ein Pionier in der Anwendung der Finite-Differenzen-Methode in der Statik (die er schon 1904 in der Balkentheorie anwandte), worüber er mit Ernst Melan 1927 ein Buch verfasste. Er schrieb Bücher über den Bau von Stahlbrücken und seine Viermomentensatz-Methode aus seiner Dissertation war bei Praktikern im Stahlbau beliebt.
1910 war er einer der Gründer der Zeitschrift Der Eisenbau. Seit ihrer Gründung 1938 war er Sekretär der International Association for Bridge & Structural Engineering (IABSE).
Sein Sohn Hans H. Bleich war ebenfalls Bauingenieur.

## Schriften (Auswahl)
- Die Berechnung statisch unbestimmter Tragwerke nach der Methode des Viermomentensatzes. Springer, Berlin 1918.
- Theorie und Berechnung der eisernen Brücken. Springer, Berlin 1924.
- — (Hrsg.), Hans Baudisch: Taschenbuch für Ingenieure und Architekten. Springer, Wien 1926.
- —, Ernst Melan: Die gewöhnlichen und partiellen Differenzgleichungen der Baustatik. Springer, Berlin 1927.
- Stahlhochbauten, ihre Theorie, Berechnung und bauliche Gestaltung. Zwei Bände. Springer, Berlin 1932/33.
- Design of rigid frame knees. Committee on Steel Structure Research, American Institute of Steel Construction, New York 1943.
- — et al.: The mathematical theory of vibration in suspension bridges. A contribution to the work of the Advisory Board on the Investigation of Suspension Bridges. Department of Commerce, Bureau of Public Roads, Washington D.C. 1950.
- — (Hrsg.), Lyle B. Ramsey: Buckling strength of metal structures. McGraw-Hill, New York N.Y. 1952.